# Gregor Sickinger

Friburgo de Brisgovia 1589

Gregor Sickinger nació quizás en 1558 en Soleura, Suiza, donde murió en 1631. Es conocido sobre todo por sus vistas de ciudades elaboradas sobre la base de mediciones como un dibujo coloreado a la pluma de Friburgo de Brisgovia de 1582, grabados al cobre de Friburgo de Brisgovia de 1589, un mapa desaparecido de Soleura de 1591, un mapa de Berna de entre 1603 - 1607 del cual existen sólo copias.